# Boys for Pele
Boys for Pele är det tredje studioalbumet av Tori Amos, utgivet 23 januari 1996 på Atlantic Records. 
Det är det första albumet som producerades av Amos helt på egen hand. Detta resulterade i ett mer experimentellt sound. Singlarna från albumet var "Caught a Lite Sneeze", "Talula", "Professional Widow", "Hey Jupiter" och "In the Springtime of His Voodoo".

## Låtlista
Alla låtar är skrivna och komponerade av Tori Amos. 
| Nr  | Titel                           | Längd |
| --- | ------------------------------- | ----- |
| 1.  | Beauty Queen/Horses             | 6:07  |
| 2.  | Blood Roses                     | 3:56  |
| 3.  | Father Lucifer                  | 3:43  |
| 4.  | Professional Widow              | 4:31  |
| 5.  | Mr. Zebra                       | 1:07  |
| 6.  | Marianne                        | 4:07  |
| 7.  | Caught a Lite Sneeze            | 4:24  |
| 8.  | Muhammad My Friend              | 3:48  |
| 9.  | Hey Jupiter                     | 5:07  |
| 10. | Way Down                        | 1:13  |
| 11. | Little Amsterdam                | 4:29  |
| 12. | Talula                          | 4:08  |
| 13. | Not the Red Baron               | 3:49  |
| 14. | Agent Orange                    | 1:26  |
| 15. | Doughnut Song                   | 4:19  |
| 16. | In the Springtime of His Voodoo | 5:32  |
| 17. | Putting the Damage On           | 5:08  |
| 18. | Twinkle                         | 3:12  |

| 19. | Toodles Mr Jim | 3:09 |

## Listplaceringar
| Listor (1994)               | Högsta placering |
| --------------------------- | ---------------- |
| Australiensiska albumlistan | 6                |
| Brittiska albumlistan       | 2                |
| Finländska albumlistan      | 13               |
| Nederländska albumlistan    | 6                |
| Norska albumlistan          | 27               |
| Nyzeeländska albumlistan    | 15               |
| Schweiziska albumlistan     | 14               |
| Svenska albumlistan         | 4                |
| USA Billboard 200           | 2                |
| Österrikiska albumlistan    | 9                |

## Medverkande
| - Tori Amos - sång, piano, cembalo, harmonium, klavikord, producent - Black Dyke Band - brassinstrument - Steve Caton - gitarr, mandolin - Mino Cinelu - slagverk - Bob Clearmountain - mixning - Michael Deegan - säckpipa ("In the Springtime of His Voodoo") - Ryan Freeland - mixning - Alan Friedman - programmering, effekter, orgel - Mark Hawley - mixning, inspelning - Clarence J Johnson III - sopransaxofon, tenorsaxofon - Manu Katche - trummor - Craig Klein - sousafon - Marcel van Limbeek - kyrkklockor, mixning, inspelning | - Bob Ludwig - mastering - Mark Mullins - hornarrangemang, trombon - Cindy Palmano - fotografi - George Porter Jr. - bas - Bernard Quinn - säckpipa ("In the Springtime of His Voodoo") - John Philip Shenale - arrangemang - Nancy "Beenie" Shanks - sång ("In the Springtime of His Voodoo") - Sinfonia of London - stråkinstrument - Scott Smalley - dirigent - Tania Staite - ljudtekniker - Rob van Tuin - mixning - James Watson - trumpet, dirigent |